# Orchestre symphonique de la Radiodiffusion bavaroise
L’Orchestre symphonique de la Radiodiffusion bavaroise (Symphonieorchester des Bayerischen Rundfunks) est l’un des principaux orchestres de la ville de Munich, avec l’Orchestre philharmonique de Munich et l’Orchestre de l’Opéra d'État de Bavière.

## Historique

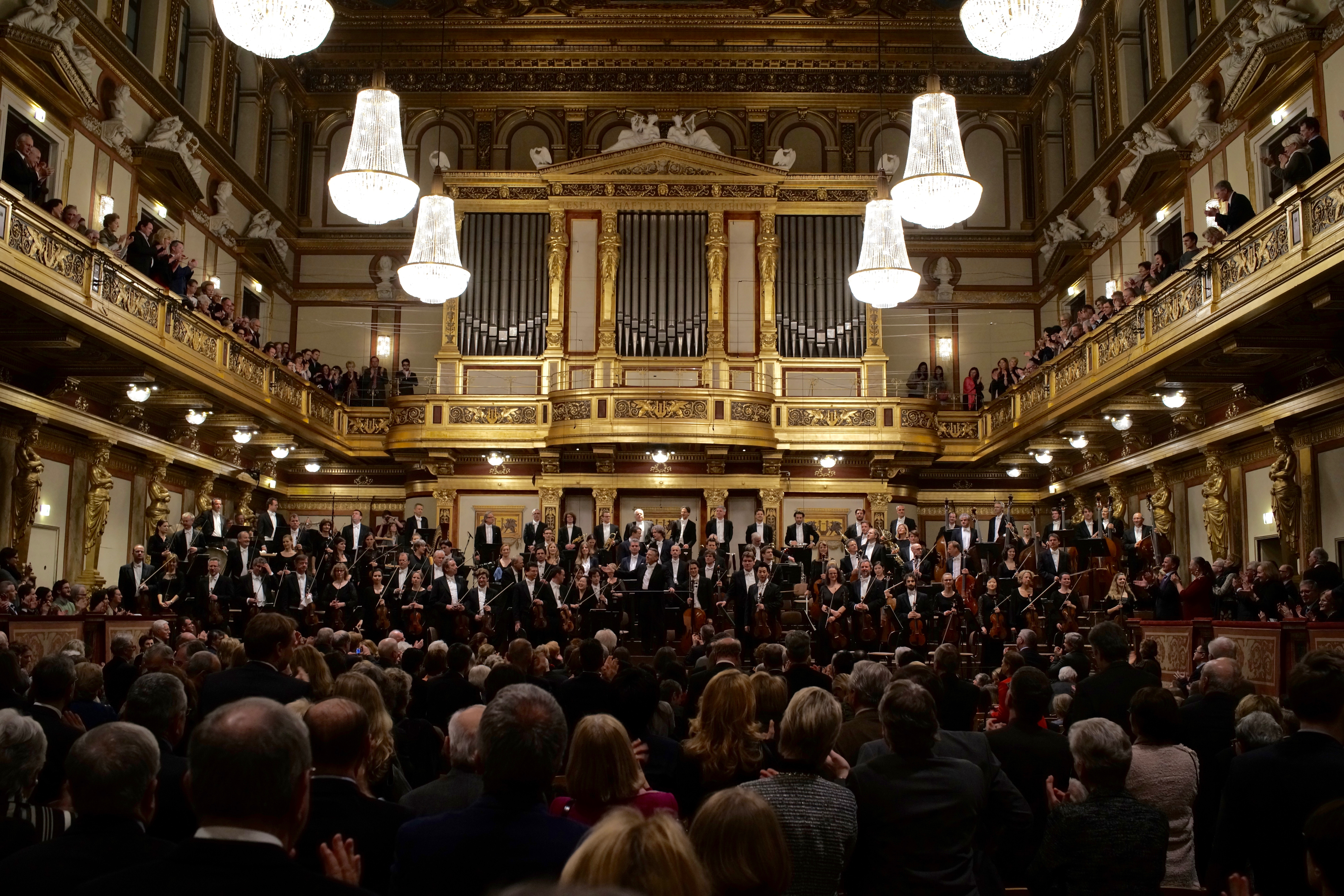
L'Orchestre de la radio bavaroise au Musikverein de Vienne en 2016

L'orchestre est fondé en 1949 par Eugen Jochum, qui en assure la direction musicale jusqu’en 1960.
L’orchestre est aujourd'hui encore considéré comme l’un des meilleurs au monde, comme en témoigne l'enregistrement de la Neuvième symphonie de Dmitri Chostakovitch avec le chef letton Mariss Jansons à la baguette en 2021. Il excelle ainsi dans la musique germanique,.

## Liste des directeurs musicaux
- 1949–1960 : Eugen Jochum[4]
- 1961–1979 : Rafael Kubelík[5]
- 1983–1992 : Colin Davis[6]
- 1993–2002 : Lorin Maazel[7]
- 2003–2019 : Mariss Jansons[8],[9]
- 2023–     : Simon Rattle[10]